# میوز (فیلم ۱۹۹۹)
میوز یا الهام‌بخش (به انگلیسی: The Muse) یک فیلم ساختهٔ ایالات متحدهٔ آمریکا به کارگردانی آلبرت بروکس است که در سال ۱۹۹۹ منتشر شد.

## بازیگران
- شارون استون
- اندی مک‌داول
- جف بریجز
- استیون رایت
- مارک فیورستین
- آلبرت بروکس
- برادلی وایتفورد
- جنیفر تیلی
- راب رینر
- جیمز کامرون
- مارتین اسکورسیزی
- لورنزو لاماس
- سیبل شفرد